# Dactyloctenium giganteum
Dactyloctenium giganteum là một loài thực vật có hoa trong họ Hòa thảo. Loài này được B.S.Fisher & Schweick. mô tả khoa học đầu tiên năm 1941.